# Persone di nome Daniel/Politici
| Questa pagina contiene informazioni ricavate automaticamente dalle voci biografiche con l'ausilio del template Bio e di un bot. L'aggiornamento è periodico e automatico e ricostruisce completamente la pagina. Se manca una persona in questa lista, sei pregato di non aggiungerla, ma accertati piuttosto che la sua voce biografica contenga il template Bio e che i dati anagrafici siano correttamente compilati. Se il template Bio manca, inseriscilo tu stesso o, in alternativa, metti l'avviso {{tmp\|Bio}} che ne segnala la mancanza. Se i dati riportati sono sbagliati, correggi direttamente la voce biografica; le modifiche saranno visibili in questa lista entro pochi giorni. Per chiarimenti vedi il progetto antroponimi. La lista contiene solo le 70 persone che sono citate nell'enciclopedia e per le quali è stato implementato correttamente il template Bio. Pagina aggiornata al 6 ago 2025. |

Questa è una lista di persone presenti nell'enciclopedia che hanno il nome Daniel e sono politici.

## A(3)
- Daniel Akaka, politico statunitense (Honolulu, n. 1924 - Honolulu, † 2018)
- Daniel Alfreider, politico e ingegnere italiano (Bressanone, n. 1981)
- Daniel Attard, politico maltese (Pietà, n. 1992)

## B(3)
- Daniel Bacquelaine, politico belga (Liegi, n. 1952)
- Dan Benishek, politico statunitense (Iron River, n. 1952 - † 2021)
- Dan Boren, politico statunitense (Shawnee, n. 1973)

## C(7)
- Daniel Chapo, politico mozambicano (Inhaminga, n. 1977)
- Dan Coats, politico e ambasciatore statunitense (Jackson, n. 1943)
- Daniel Cohn-Bendit, politico e scrittore francese (Montauban, n. 1945)
- Daniel Coke, politico e avvocato inglese (Derbyshire, n. 1745 - Derby, † 1825)
- Daniel Colin, politico francese (Parigi, n. 1933 - Tolone, † 2019)
- Daniel Constantin, politico e agronomo romeno (Bucarest, n. 1978)
- Dan Crenshaw, politico e militare statunitense (Aberdeen, n. 1984)

## D(4)
- Daniel Kanza, politico congolese (Repubblica Democratica del Congo) (Maianga, n. 1909 - Kinshasa, † 1990)
- Dan Donovan, politico statunitense (New York, n. 1956)
- Daniel Ducarme, politico belga (Liegi, n. 1954 - Bruxelles, † 2010)
- Daniel de Rémy de Courcelles, politico francese (Arques-la-Bataille, n. 1626 - Tolone, † 1698)

## F(6)
- Daniel Fernández Crespo, politico uruguaiano (Libertad, n. 1901 - Montevideo, † 1964)
- Daniel Finch, VIII conte di Winchilsea, politico inglese (n. 1689 - † 1769)
- Daniel Finch, VII conte di Winchilsea, politico inglese (Londra, n. 1647 - Burley, † 1730)
- Kirk Fordice, politico statunitense (Memphis, n. 1934 - Jackson, † 2004)
- Dan Frisa, politico statunitense (New York, n. 1955)
- Daniel Féret, politico belga (Momignies, n. 1944)

## G(5)
- Dan Glickman, politico statunitense (Wichita, n. 1944)
- Dan Goldman, politico statunitense (Washington, n. 1976)
- Bob Graham, politico statunitense (Coral Gables, n. 1936 - Gainesville, † 2024)
- Danny Alexander, politico britannico (Edimburgo, n. 1972)
- Daniel Grivaz, politico e giudice svizzero (Payerne, n. 1806 - Payerne, † 1881)

## H(2)
- Daniel Hannan, politico, giornalista e scrittore britannico (Lima, n. 1971)
- Daniel Huygens, politico belga (Waterloo, n. 1949 - Corbais, † 2014)

## I(1)
- Daniel Inouye, politico statunitense (Honolulu, n. 1924 - Bethesda, † 2012)

## K(4)
- Daniel Kablan Duncan, politico ivoriano (Ouellé, n. 1943)
- Dan Kildee, politico statunitense (Flint, n. 1958)
- Daniel Krajcer, politico slovacco (Bratislava, n. 1969)
- Han Kuo-yu, politico taiwanese (Nuova Taipei, n. 1957)

## L(5)
- Daniel Scott Lamont, politico statunitense (McGraw, n. 1851 - Millbrook, † 1905)
- Daniel Lescallier, politico francese (Lione, n. 1743 - Parigi, † 1822)
- Dan Lipinski, politico statunitense (Chicago, n. 1966)
- Daniel Lipšic, politico slovacco (Bratislava, n. 1973)
- Dan Lungren, politico statunitense (Long Beach, n. 1946)

## M(10)
- Dan Maffei, politico statunitense (Syracuse, n. 1968)
- Daniel François Malan, politico sudafricano (Riebeeck West, n. 1874 - Stellenbosch, † 1959)
- Daniel Marsh, politico statunitense (West Newton, n. 1880 - † 1968)
- Daniel T. McCarty, politico statunitense (Fort Pierce, n. 1912 - Tallahassee, † 1953)
- Daniel McKee, politico statunitense (Cumberland, n. 1951)
- Dan Meuser, politico statunitense (Babylon, n. 1964)
- Dan Mica, politico statunitense (Binghamton, n. 1944)
- Dan Miller, politico statunitense (Highland Park, n. 1942)
- Daniel Toroitich arap Moi, politico keniota (Kurieng'wo, n. 1924 - Nairobi, † 2020)
- Daniel Patrick Moynihan, politico, sociologo e diplomatico statunitense (Tulsa, n. 1927 - Washington, † 2003)

## N(2)
- Dan Newhouse, politico statunitense (Sunnyside, n. 1955)
- Daniel Noboa, politico e imprenditore ecuadoriano (Miami, n. 1987)

## O(3)
- Daniel O'Connell, politico e avvocato irlandese (Cahersiveen, n. 1775 - Genova, † 1847)
- Daniel Oehry, politico liechtensteinese (Grabs, n. 1971)
- Daniel Ona Ondo, politico gabonese (Oyem, n. 1945)

## P(1)
- Daniel Percheron, politico francese (Beauvais, n. 1942)

## R(2)
- Daniel Risch, politico liechtensteinese (Grabs, n. 1978)
- Dan Rostenkowski, politico statunitense (Chicago, n. 1928 - Genoa City, † 2010)

## S(5)
- Daniel Salamanca, politico boliviano (Cochabamba, n. 1863 - Cochabamba, † 1935)
- Daniel Scioli, politico, sportivo e imprenditore argentino (Buenos Aires, n. 1957)
- Orlando Smith, politico anglo-verginiano (Tortola, n. 1944)
- Daniel Strož, politico ceco (Plzeň, n. 1943)
- Daniel Sullivan, politico statunitense (Fairview Park, n. 1964)

## T(2)
- Daniel Fawcett Tiemann, politico statunitense (n. 1805 - † 1899)
- Daniel D. Tompkins, politico statunitense (Scarsdale, n. 1774 - Tompkinsville, † 1825)

## V(1)
- Daniel Voysin de La Noiraye, politico e nobile francese (Parigi, n. 1654 - Parigi, † 1717)

## W(4)
- Daniel Webster, politico statunitense (Salisbury, n. 1782 - Marshfield, † 1852)
- Daniel Webster, politico statunitense (Charleston, n. 1949)
- Dan White, politico e criminale statunitense (Long Beach, n. 1946 - San Francisco, † 1985)
- Daniel Williams, politico grenadino (Parrocchia di Saint David, n. 1935 - Saint George's, † 2024)